# Olivier Calvert
Olivier Calvert est un concepteur sonore québécois né le 5 mai 1972 à Montréal.

## Biographie

### Débuts
Olivier Calvert fait ses études secondaires au séminaire de Sherbrooke et obtient un diplôme universitaire de premier cycle en études françaises de l'Université de Sherbrooke. Il est ensuite admis en études cinématographiques à l'Université de Montréal, mais abandonne avant d'avoir obtenu son diplôme pour travailler comme assistant monteur.
Il passe ensuite au montage sonore et à la conception sonore, ayant Claude Beaugrand pour mentor. Sous la supervision de ce dernier, il travaille notamment à Lost & Delirious de Léa Pool, Le RIN de Jean-Claude Labrecque et Yellowknife de Rodrigue Jean.

### Travail pour le cinéma d'animation
En 2001, il signe la conception sonore d'un premier film d'animation, Chasse papillon de Philippe Vaucher. Il enchaîne avec Les Ramoneurs cérébraux de Patrick Bouchard, travail pour lequel il reçoit le prix du meilleur son au San Francisco Fearless Tales Genre Fest et celui du meilleur montage sonore à FanTasia. Sa réputation auprès des cinéastes d'animation s'accroît rapidement et il conçoit le design sonore de nombreux films: L'Homme sans ombre de Georges Schwizgebel, Conte de quartier de Florence Miailhe, Un, deux, trois, crépuscule de Félix Dufour-Laperrière, Les Journaux de Lipsett de Theodore Ushev, Mune : Le Gardien de la Lune d'Alexandre Heboyan et Benoit Philippon, etc. Son travail pour le cinéma d'animation est maintes fois primé internationalement: meilleur son pour Drux Flux (en) de Theodore Ushev au festival d'animation Fantoche (Suisse), meilleur son pour Le Grand Ailleurs et le petit Ici de Michèle Lemieux au festival Animage (Brésil), meilleur conception sonore pour Pilots on the Way Home de Olga et Priit Pärn au festival Animated Dreams de Tallinn (Estonie), meilleur son pour Squame de Nicolas Brault au Festival international du film d'animation d'Ottawa.

### Travail pour la fiction
En parallèle, Olivier Calvert poursuit son travail de concepteur sonore pour des films de prises de vues réelles. Il signe avec Claude Beaugrand la conception sonore de Maurice Richard de Charles Binamé et reçoit le Génie du meilleur montage sonore. Toujours avec Claude Beaugrand, il reçoit le prix Jutra du meilleur son pour Silk de François Girard. Il collabore avec le réalisateur Simon Galiero (Nuages sur la ville; La mise à l'aveugle) qui dit de lui: «Il est capable de concevoir des sons réalistes mais discrètement tronqués. C'est un travail de création, qui est très présent sans être pesant.» 
Il signe la trame sonore des quatre longs métrages de Sébastien Pilote (Le Vendeur; Le Démantèlement; La Disparition des lucioles; Maria Chapdelaine) ainsi que celle de Whitewash de Emanuel Hoss-Desmarais dont la critique remarque la trame sonore stylisée qui parvient à créer une inconfortable proximité avec le personnage principal.
En 2016 il est l'un des collaborateurs de Sylvain Bellemare à la conception sonore d'Arrival de Denis Villeneuve. Il est alors chargé de la création sonore entourant le vaisseau extraterrestre. Sylvain Bellemare dit de lui: «Olivier est un maître dans le domaine du cinéma d'animation. Son travail lui a valu quantité de prix internationaux. Il était en ce sens le designer parfait pour prendre en charge le vaisseau.» Arrival remporte l'Oscar du meilleur montage sonore.
En mai 2018, il remporte l'Iris du meilleur son pour Les Affamés de Robin Aubert.

### Travail pour le documentaire
En documentaire, il collabore régulièrement avec les réalisateurs Jean-Claude Coulbois, Magnus Isacsson et Michel La Veaux. Il est récipiendaire d'un prix Gémeaux pour La part d'ombre de Charles Gervais.

## Filmographie sélective

### Films d'animation
- 2003 : Îlot de Nicolas Brault
- 2003 : L'Éternel et le Brocanteur de Michel Murray
- 2004 : L'Homme sans ombre de Georges Schwizgebel
- 2005 : Dehors novembre de Patrick Bouchard
- 2007 : Isabelle au bois dormant de Claude Cloutier
- 2008 : Rosa Rosa de Félix Dufour-Laperrière
- 2009 : L'Homme qui dort d'Inès Sedan
- 2010 : La Formation des nuages de Marie-Hélène Turcotte
- 2010 : La Tranchée de Claude Cloutier
- 2011 : D'aurore de Serge Clément
- 2011 : Paula de Dominic-Étienne Simard
- 2012 : Kali, le petit vampire de Regina Pessoa
- 2012 : MacPherson de Martine Chartrand
- 2012 : Bydlo de Patrick Bouchard
- 2014 : Histoire de bus de Tali
- 2014 : Jutra de Marie-Josée Saint-Pierre
- 2014 : Nul poisson où aller de Janice Nadeau et Nicola Lemay
- 2014 : Soif de Michèle Cournoyer
- 2015:  Mune: le gardien de la lune d'Alexandre Heboyan et Benoît Philippon
- 2015:   Autos Portraits de Claude Cloutier
- 2016 : Vaysha, l'aveugle de Theodore Ushev
- 2017 : La Maison du hérisson d'Eva Cvijanovic
- 2017 : Sahara de Pierre Coré
- 2018 : Étreintes de Justine Vuylsteker
- 2018 : Animal Behaviour de David Fine et Alison Snowden
- 2018 : Le sujet de Patrick Bouchard
- 2019 : Physique de la tristesse de Theodore Ushev
- 2020 : Mauvaises Herbes de Claude Cloutier
- 2021 : Affairs of the Art de Joanna Quinn

### Films de fiction
- 2004 : Folle Embellie de Dominique Cabrera
- 2005 : L'Audition de Luc Picard
- 2007 : Soie de François Girard
- 2008 : Babine de Luc Picard
- 2008 : Tout est parfait d'Yves Christian Fournier
- 2009 : Demain de Maxime Giroux
- 2009 : Simon Konianski de Micha Wald
- 2011 : Ce n'est rien de Nicolas Roy
- 2011 : Trotteur de Francis Leclerc
- 2012 : Mars et Avril de Martin Villeneuve
- 2013 : Arwad de Samer Najari et Dominique Chila
- 2013 : Roche Papier Ciseaux de Yan Lanouette Turgeon
- 2015 : La Voce de David Uloth
- 2016 : Copenhague, A Love Story de Philippe Lesage
- 2016 : Iqaluit de Benoit Pilon
- 2017 : Les Affamés de Robin Aubert
- 2017 : Ça sent la coupe de Patrice Sauvé
- 2017 : Pieds nus dans l'aube de Francis Leclerc
- 2017 : Y'est où le paradis ? de Denis Langlois
- 2021 : Maria Chapdelaine de Sébastien Pilote
- 2021 : Les Oiseaux ivres de Ivan Grbovic (en)
- 2024 : Mlle Bottine d'Yan Lanouette Turgeon

### Documentaires
- 2012 : Ma vie réelle de Magnus Isacsson
- 2015 : Hôtel la Louisiane de Michel La Veaux
- 2016 : Nous autres, les autres de Jean-Claude Coulbois
- 2017 : Labrecque, une caméra pour la mémoire de Michel La Veaux
- 2018 : Pauline Julien, intime et politique de Pascale Ferland
- 2018 : Les coasters de Nicolas-Alexandre Tremblay et Stéphane Trottier